# Cecil Chesterton

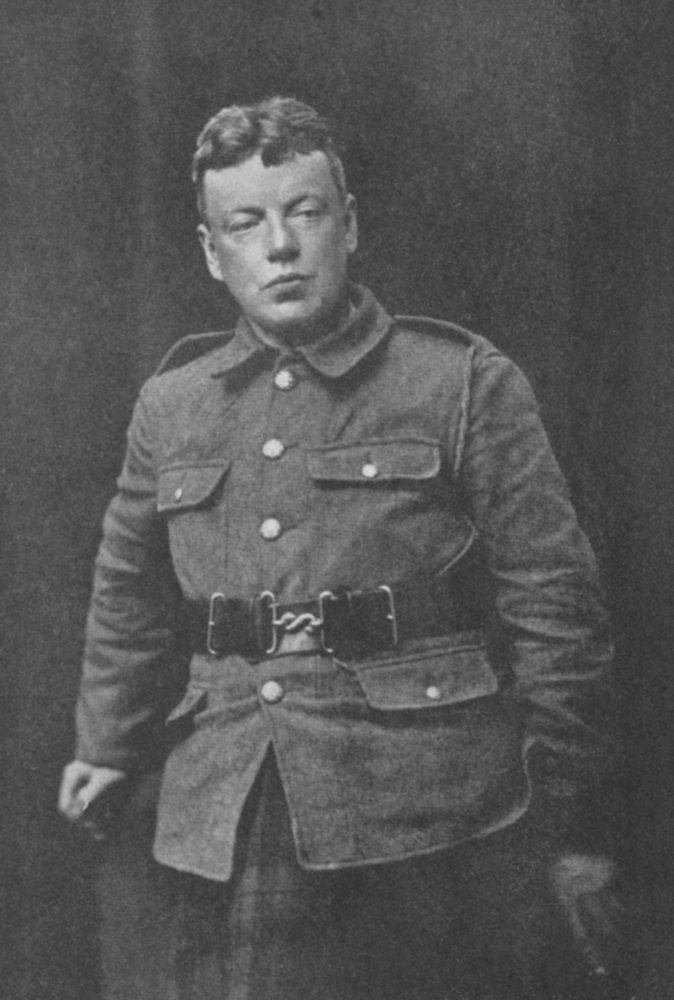
Cecil Chesterton.

Cecil Edward Chesterton (12 de noviembre de 1879-6 de diciembre de 1918) fue un periodista inglés, hermano del escritor G. K. Chesterton

## Su familia
Nació en Kensington, Londres, en 1879.
Hijo de Edward Chesterton y Marie Louis, el menor de tres hermanos, de los cuales el más conocido fue G. K. Chesterton.
Se dedicó al periodismo al igual que su hermano.
Comenzó como periodista freelance, hasta salir de la sombra de su hermano y recibir gran reconocimiento.
Estuvo seis años en la Sociedad Fabiana, de la cual uno de sus miembros más importantes en esa época fue George Bernard Shaw y poco a poco fue acercándose al anglo-catolicismo.
En 1911 comenzó a editar los trabajos de Hilaire Belloc, historiador y ferviente apologista católico, con quien escribió un libro polémico titulado The Party System. Y así, por su influencia, entró en el seno de la Iglesia católica al año siguiente. (Su hermano Gilbert ingresó a ésta 10 años después)
Fue el editor del diario The New Witness desde 1912 hasta 1916.

## Matrimonio
En 1916 contrajo matrimonio días antes de partir a la guerra con Ada Jones. Cuando Cecil se marchó a la guerra, Ada Jones quedó a cargo del New Witness, el cual posteriormente se convertiría en el Eye Witness, para terminar siendo el G.K.'s Weekly.

## Muerte en el frente
Murió en esta guerra debido a una pulmonía, pero moribundo alcanzó a conversar por última vez con su esposa, gracias a unos favores que un diplomático realizó para G. K. Chesterton, consiguiendo así los documentos necesarios para que Ada saliera de Inglaterra al lugar donde se encontraba su cónyuge.

## Obras
- Gladstonian ghosts (1905)
- G. K. Chesterton: A criticism (1908)
- Party and the people (1910)
- The party system (1911) con Hilaire Belloc
- Nell Gwynne (1911)
- The Prussian hath said in his heart (1914)
- The perils of peace
- A history of the United States (1919)